# Spinipalpa maculata
Spinipalpa maculata är en fjärilsart som beskrevs av Alphéraky 1892. Spinipalpa maculata ingår i släktet Spinipalpa och familjen nattflyn. Inga underarter finns listade i Catalogue of Life.